# New Song

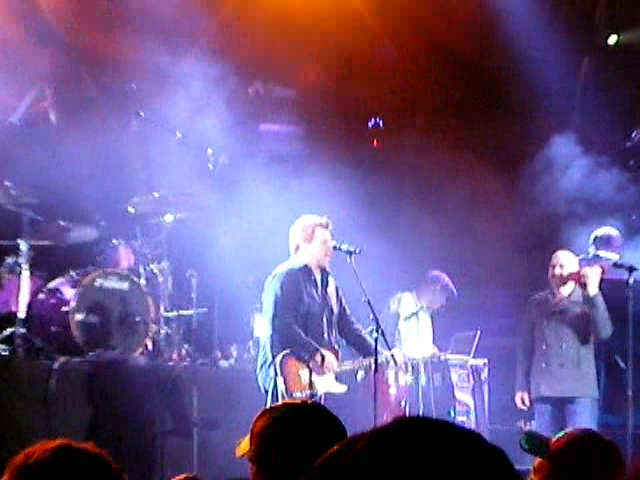
New Song (2009)

New Song sind eine US-amerikanische Christian-music-Band aus Valdosta, Georgia.

## Bandgeschichte
Die Band wurde 1981 von Eddie Carswell, Billy Goodwin, Eddie Middleton und Bobby Apon gegründet. In den ersten Jahren veröffentlichten sie regelmäßig Alben und wechselten mehrmals das Label. Bis Mitte der 90er Jahre hatten sie sich im Bereich der christlichen Popmusik etabliert und gehörten fest zum Programm der einschlägigen Radiostationen. Daran änderte auch die Trennung von Middleton und Apon nichts. Ab 1993 folgten zahlreiche Umbesetzungen, nur Carswell und Goodwin gehörten durchgängig zur Band.
Kurz vor ihrem 20-jährigen Jubiläum machten New Song einen weiteren Schritt nach vorne. Mit dem Weihnachtslied The Christmas Shoes hatten sie erstmals einen Hit in den Billboard Hot 100, das Lied kam außerdem auf Platz 1 der Adult-Contemporary-Charts. Das zugehörige Album Sheltering Tree brachte ihnen erstmals eine Platzierung unter den besten Popalben.
Auch die beiden folgenden Alben konnten sich in den Billboard 200 platzieren. Zwischen 2003 und 2009 wurde es etwas ruhiger um die Band. In dieser Zeit erschien ein Live-, ein Best-of- und ein weiteres Weihnachtsalbum. Erst im Frühjahr 2010 kehrte New Song mit Give Yourself Away in die Albumcharts zurück.

## Bandmitglieder
aktuelle Besetzung
- Eddie Carswell
- Billy Goodwin
- Matt Butler
- Russ Lee

Ehemalige Mitglieder
- Eddie Middleton
- Bobby Apon

## Diskografie
Alben
- 1989: Light Your World
- 1990: Living Proof
- 1994: People Get Ready
- 1997: Love Revolution
- 1999: Arise My Love (Best-of-Album)
- 2000: Sheltering Tree
- 2001: The Christmas Shoes
- 2003: More Life
- 2005: Rescue: Live Worship
- 2006: The Christmas Hope
- 2009: Give Yourself Away
- 2011: One True God
- 2013: Swallow the Ocean
- 2015: Faithful – Live Worship

Singles
- 2000: The Christmas Shoes
- 2004: When God Made You